# Pegesimallus mesasiaticus
Pegesimallus mesasiaticus là một loài ruồi trong họ Asilidae. Pegesimallus mesasiaticus được Lehr miêu tả năm 1958. Loài này phân bố ở vùng Cổ Bắc giới.